# Rethe-Klappbrücke

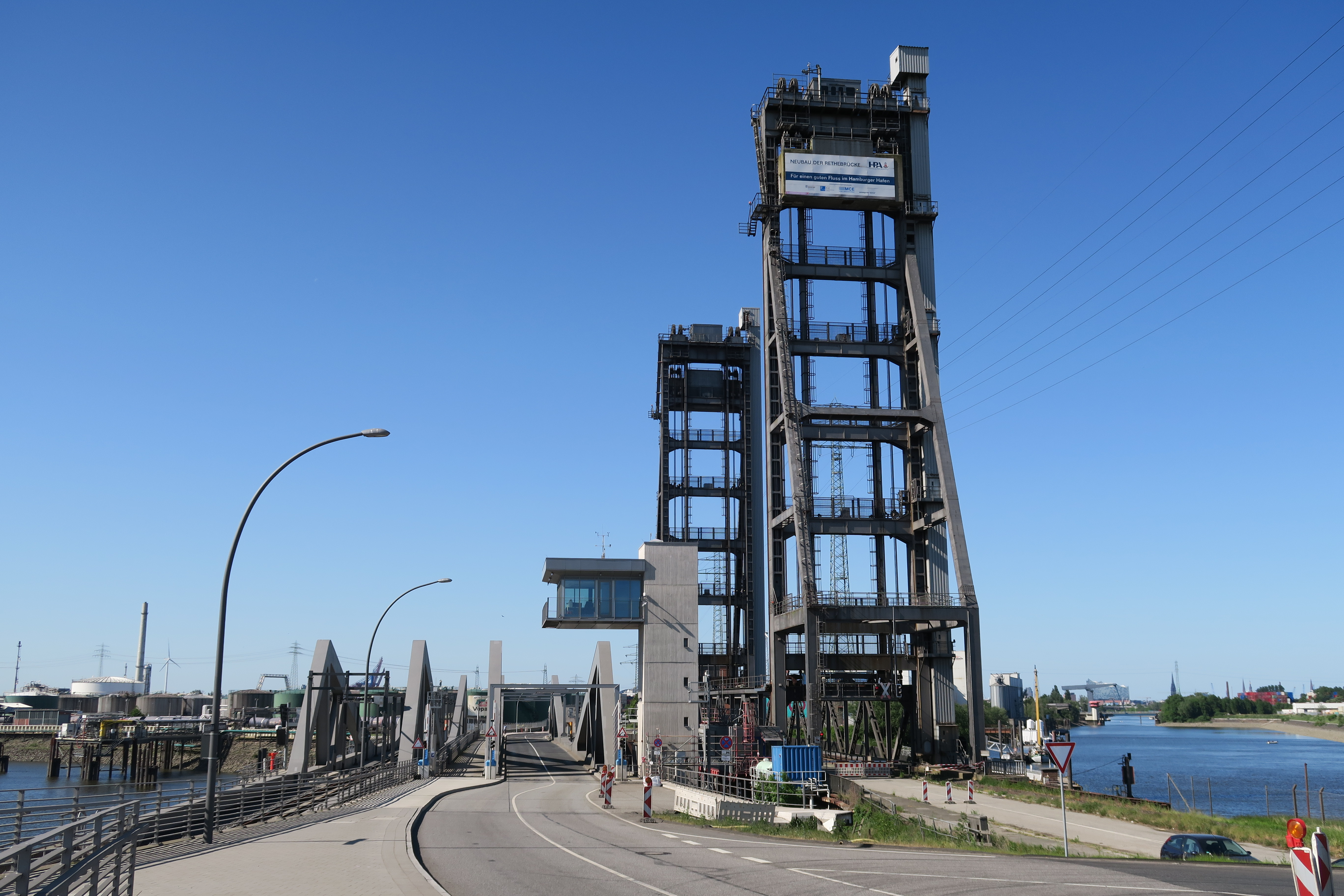
Südansicht der Klappbrücke (links) und alter Rethe-Hubbrücke (rechts)

Die Rethe-Klappbrücke ist eine kombinierte Eisenbahn- und Straßen-Klappbrücke im Hamburger Hafen. Sie überquert die Rethe an der Mündung in den Reiherstieg und verbindet die Hohe Schaar mit Neuhof. Diese Klappbrücke übernahm die Aufgaben der direkt östlich daran angrenzenden alten Rethe-Hubbrücke von 1934, die 2018 abgebaut wurde.
Die Rethe-Klappbrücke hat 104 Meter Spannweite und öffnet eine Fahrrinne von 64 m Breite und unbegrenzter Höhe. Sie besteht aus zwei separat hydraulisch beweglichen zweiflügligen Brücken von 14 m Breite für die Straße und 10 m Breite für die Eisenbahn. Das Öffnen dauert ca. vier Minuten, das Schließen doppelt so lang.
Durch ein Überwerfungsbauwerk im südlichen Zulauf (Höherlegung der Straßenfahrbahnen) wurden die Bahnübergänge im Straßenverlauf beseitigt.

## Geschichte
Bauherr war die Hamburg Port Authority (HPA). Die Entwurfsplanung erfolgte durch die Ingenieurbüros GRASSL Beratende Ingenieure und Sellhorn Ingenieurgesellschaft. Die Bauausführung erfolgte durch die „Arge Rethebrücke“, ein Zusammenschluss der Hochtief Solutions, Bilfinger F+Z, Bilfinger MCE und Waagner Biro.
Die neue Rethe-Brücke wurde von Juni 2011 bis zum Sommer 2016 gebaut. Sie ist derzeit die größte Eisenbahn-Klappbrücke der Welt.
Die Freigabe der neuen Rethe-Brücke für den Straßenverkehr erfolgte am 11. Juli 2016, für den Bahnverkehr am 15. Dezember 2017. Die Kosten für den Neubau stiegen von 95 Millionen auf gut 173 Millionen Euro.
Am 20. August 2020 führte ein verbogener Hydraulikzylinder zum Ausfall des Klappmechanismusses der Autoklappe. Seit dem 21. September musste auch die Bahnklappe für mindestens zwei Wochen zur Reinigung des Hydrauliköls gesperrt werden. Eine Anfrage der CDU ergab, dass die Brücke zwischen 2017 und 2020 aufgrund technischer Störungen über 50 Mal gesperrt werden musste, wobei drei Sperrungen mehrere Tage andauerten.
Während der Sperrung zur Instandsetzung des Hydraulikzylinders wurde diese Zeit von der für die Brücke zuständigen Hafenbehörde HPA genutzt, um letzte „Kinderkrankheiten“, die bei beweglichen Brücken – insbesondere bei diesem speziellen Unikat als zweiflügelige, zweiteilige Klappbrücke („Doppelklappbrücke“) – in der Anfangszeit der Betriebsaufnahme unvermeidbar sind, erfolgreich zu beheben.
Die Retheklappbrücke erhielt – neben zahlreichen anderen Auszeichnungen und Preisen (AIV Bauwerk des Jahres in Hamburg 2017, Preis des Deutschen Stahlbaus 2018, European Steel Bridge Award 2018, German Design Award 2019, Ingenieurpreis des Deutschen Stahlbaus 2019, Brückenbausymposium Leipzig 2020) – im März 2021 den Deutschen Brückenbaupreis 2020.